# ديانا كون
ديانا كون (بالإنجليزية: Deanna Kuhn)‏ هي عالمة نفس أمريكية، ولدت في 1940.